# 蘭海聚爾·約恩斯多蒂爾
蘭海聚爾·約恩斯多蒂爾（1646年—1715年）居住在冰岛侯拉爾，是两位路德教主教吉斯利·索尔拉克松（Gísli Þorláksson）和埃纳尔·索尔斯坦松（Einar Þorsteinsson）的妻子，也是一位裁缝和手工艺老师。1986年开始流通的5,000冰岛克朗钞票印有蘭海聚爾·約恩斯多蒂爾的肖像。

## 生平
蘭海聚爾·約恩斯多蒂爾于1646年出生，是牧師約納·阿拉索納（Jóna Arasona）的女儿。长大后，她做了裁缝和手工艺老师。蘭海聚爾在28岁时与路德教主教吉斯利·索尔拉克松（Gísli Þorláksson）结婚，成为他的第三任妻子。十年后，吉斯利去世时，蘭海聚爾住在格勒夫（Gröf）农场。1692年，埃纳尔·索尔斯坦松（Einar Þorsteinsson）接任主教。四年后，蘭海聚爾与埃纳尔主教结婚，后者一个月后去世。蘭海聚爾守寡19年后，死于1715年，享年69岁。

## 纪念
今天，在冰岛国家博物馆可以看到她的一些纺织品或属于她的物品。此外，作为冰岛历史上的重要人物，蘭海聚爾是第一个因受人景仰而被印在冰岛货币上的妇女。她的照片印在1986年的5,000冰岛克朗钞票上。正面有她的画像，背面有蘭海聚爾教两个女孩刺绣的场景。冰岛国家银行希望通过这种方式，来展示妇女在冰岛历史中的重要性以及她们对冰岛文化的贡献。